# 浮沈特火点
浮沈特火点（ふちんとっかてん）は、大日本帝国陸軍が試作した水中砲台。マルト（○の中に「ト」と書く）とも呼ばれる。名称にある「特火点」はトーチカの日本語訳。

## 概要
敵上陸用舟艇部隊を奇襲することを目的とした決戦兵器の一つで、普段は深度30 mの定位置に潜水しており、敵襲時に海中から敵部隊の中に浮上し攻撃を加えるという運用がなされる予定だった。
本体は波切板と安定板を有する直径2.5 mのドラム缶型で、上部に防盾つきの20mmまたは37mm艇砲1門を装備している。全没時排水量は7 t。可能な動作は手動の錨捲上機を用いた潜航と高圧手動ポンプを用いた浮力水槽の排水による浮上のみで、航行を行える動力は有していない。内部では2名の乗員が48時間、海中で待機していることができる。普段は無人の状態で海中に配置されており、敵襲の直前に一旦浮上し乗員が乗り込む予定だった。
基本型である浮沈特火点一型のほかに、無線機を搭載した浮沈特火点二型、無線機に加えて浮遊水雷の敷設機能を備えた浮沈特火点三型の3種類のサブタイプが計画されていた。
開発は1945年（昭和20年）1月29日に開始され、同年5月末に川崎車輛で試作機が完成。神戸港で試験が行われた。その後、陸軍は海軍と共同で量産を行おうとしたが、海軍の反対を受けて試作のみに終わった。なお、試験時には三式潜航輸送艇の乗員が操作要員を担当した。